# 巴特韦勒
巴特韦勒是德国莱茵兰-普法尔茨州的一个市镇。总面积5.67平方公里，总人口715人，其中男性366人，女性349人（2011年12月31日），人口密度126人/平方公里。